# جامعة آزاد الإسلامية فرع دماوند
جامعة آزاد الإسلامية فرع دماوند (بالفارسية: دانشگاه آزاد إسلامی، واحد دماوند) هو أحد فروع «جامعة آزاد الإسلامية» في إيران. أنشئ الفرع في عام 2002 وتقع في الجزء الشرقي من طهران. تضم أكثر من 12000 طالبا في البكالوريوس والماجستير.

## الأقسام
- هندسة الإلكترونيات
- هندسه الطاقة
- هندسة صناعية
- هندسة ميكانيكية
- هندسة مدنية
- هندسة الحاسوب
- هندسة زراعية
- هندسة جيوتقنية
- عمارة
- تقنية المعلومات
- جيولوجيا
- هندسة بيئية
- محاسبة
- قانون
- إدارة
- صحافة
- علاقات عامة
- تربية
- لغة إنجليزية

## صلات خارجية
- [www.damavandiau.ac.ir موقع الجامعة]